# Malcolm MacDonald (calciatore 1913)
Malcolm MacDonald, conosciuto anche come Malky MacDonald (Glasgow, 26 ottobre 1913 – Adrossan, 26 settembre 1999) è stato un allenatore di calcio e calciatore scozzese, di ruolo ala.

## Carriera

### Giocatore

#### Club
Inizia la carriera trascorrendo la stagione 1931-1932 nel St. Anthony's, club dilettantistico di Glasgow, la sua città natale; al termine di questa stagione si trasferisce al Celtic, club della prima divisione scozzese, con il quale rimane tesserato per i successivi 13 anni (7 in prima divisione scozzese e 6, dal 1939 al 1945, nei tornei disputati durante la Seconda guerra mondiale in sostituzione dei normali campionati): in questo periodo, totalizza 132 presenze e 32 reti nella prima divisione scozzese e 13 presenze e 5 reti in Coppa di Scozia, oltre a 26 presenze e 3 reti in altre coppe minori; con il Celtic vince due campionati scozzesi e due Coppe di Scozia.
Alla fine della guerra passa al Kilmarnock, con cui nella stagione 1946-1947 disputa 8 partite nella prima divisione scozzese; si trasferisce quindi a stagione in corso in Inghilterra, al Brentford, con cui nella seconda parte della stagione 1946-1947 segna un gol in 16 presenze in prima divisione, campionato che si conclude con la retrocessione del club in seconda divisione, categoria nella quale tra il 1947 ed il 1949 MacDonald, arretrato dal ruolo naturale di ala a giocare in difesa, disputa 71 partite senza mai segnare, disputando inoltre anche 6 partite in FA Cup, arrivando quindi ad un bilancio complessivo di 93 presenze ed un gol in partite ufficiali nel club. Nella stagione 1950-1951, durante la quale già allenava, ha segnato un gol in 2 presenze nella seconda divisione scozzese con la maglia del Kilmarnock.

#### Nazionale
Tra il 1941 ed il 1944 ha giocato 3 partite amichevoli con la nazionale scozzese.

### Allenatore
Ha iniziato la carriera da allenatore nella stagione 1948-1949 al Brentford, mentre ancora giocava. Successivamente, nel 1950 è andato ad allenare il Kilmarnock nella seconda divisione scozzese, piazzandosi regolarmente a ridosso della zona promozione fino alla stagione 1953-1954, conclusa con un secondo posto in classifica e la conseguente promozione in massima serie, categoria che ha poi mantenuto anche negli anni seguenti, fino a quando ha lasciato il club al termine della stagione 1956-1957. Parallelamente a questi risultati in campionato, ha anche conquistato le finali della Coppa di Lega scozzese nella stagione 1951-1952 e della Coppa di Scozia nella stagione 1956-1957, perdendo entrambe.
Nell'estate del 1957 fa ritorno al Brentford, nel frattempo retrocesso nella terza divisione inglese: nella sua prima stagione, MacDonald conquista un secondo posto in classifica, sfiorando quindi la promozione in seconda divisione. Nei due anni seguenti ottiene invece un terzo ed un quinto posto, evitando invece la retrocessione per pochi punti nella stagione 1960-1961, salvo poi retrocedere al termine della stagione 1961-1962. Nella stagione 1962-1963 vince però la Fourth Division, tornando quindi dopo un solo anno in terza divisione; MacDonald conquista una salvezza nella stagione 1963-1964, per poi dimettersi nel gennaio del 1965: dopo queste dimissioni, rimane inattivo fino al termine della stagione, quando fa ritorno al Kilmarnock, neovincitore del campionato scozzese per la prima volta nella propria storia.
Durante questa seconda parentesi nel club, MacDonald conclude la sua prima stagione con un terzo posto in classifica e con un'eliminazione per mano degli spagnoli del Real Madrid negli ottavi di finale della Coppa dei Campioni, oltre che con il raggiungimento delle semifinali di Coppa di Lega scozzese. Nella stagione 1966-1967 raggiunge invece un settimo posto in classifica in campionato, raggiungendo in compenso la semifinale di Coppa delle Fiere, persa contro gli inglesi del Leeds Utd. MacDonald, che nel 1966 per un breve periodo era anche stato allenatore ad interim della nazionale scozzese, viene licenziato dal club al termine della stagione 1967-1968, conclusasi con un ulteriore settimo posto in classifica nella prima divisione scozzese.

## Palmarès

### Giocatore

#### Competizioni nazionali
- Campionato scozzese: 2

Celtic: 1935-1936, 1937-1938
- Coppa di Scozia: 2

Celtic: 1932-1933, 1936-1937

#### Competizioni internazionali
- Empire Exhibition Trophy: 1

Celtic: 1938

### Allenatore

#### Competizioni nazionali
- Fourth Division: 1

Brentford: 1962-1963